# Diney
Edilson Alberto Monteiro Sanches Borges znany jako Diney (ur. 17 stycznia 1995 w Tarrafal) – kabowerdyjski piłkarz grający na pozycji środkowego obrońcy. Od 2019 jest zawodnikiem klubu FAR Rabat.

## Kariera klubowa
Swoją piłkarską karierę Diney rozpoczynał w juniorach takich klubów jak: AC Arrentela (2008-2010) i Vitória Setúbal (2010-2014). W 2015 roku został zawodnikiem CS Marítimo. W 2014 roku zadebiutował w jego rezerwach, a w 2015 stał się również członkiem pierwszego zespołu. 16 sierpnia 2015 zaliczył w nim swój debiut w pierwszej lidze portugalskiej w przegranym 1:2 wyjazdowym meczu z União Madeira. Zawodnikiem Marítimo był do końca sezonu 2017/2018.
W lipcu 2018 Diney został piłkarzem drugoligowego GD Estoril Praia. Swój debiut w nim zanotował 1 września 2018 w zwycięskim 4:0 wyjazdowym meczu z CD Cova da Piedade. Grał w nim przez rok.
We wrześniu 2019 Diney przeszedł do marokańskiego FAR Rabat. Zadebiutował w nim 26 października 2019 w wygranym 2:0 domowym spotkaniu z Rapide Oued Zem.
| Sezon   | Klub             | Kraj       | Rozgrywki       | Mecze | Gole |
| ------- | ---------------- | ---------- | --------------- | ----- | ---- |
| 2014/15 | CS Marítimo B    | Portugalia | Segunda Liga    | 27    | 1    |
| 2015/16 | CS Marítimo      | Portugalia | Primeira Liga   | 1     | 0    |
| 2015/16 | CS Marítimo B    | Portugalia | Segunda Divisão | 18    | 1    |
| 2016/17 | CS Marítimo B    | Portugalia | Segunda Divisão | 29    | 3    |
| 2017/18 | CS Marítimo      | Portugalia | Primeira Liga   | 19    | 0    |
| 2018/19 | GD Estoril Praia | Portugalia | Segunda Liga    | 15    | 1    |
| 2019/20 | FAR Rabat        | Maroko     | GNF 1           | 23    | 0    |
| 2020/21 | FAR Rabat        | Maroko     | GNF 1           | 27    | 1    |

## Kariera reprezentacyjna
W reprezentacji Republiki Zielonego Przylądka Diney zadebiutował 14 listopada 2017 w przegranym 0:4 meczu eliminacji do MŚ 2018 z Burkiną Faso, rozegranym w Wagadugu. W 2022 roku został powołany do kadry na Puchar Narodów Afryki 2021. Na tym turnieju rozegrał dwa mecze: grupowy z Kamerunem (1:1) i w 1/8 finału z Senegalem (0:2).